# Erebia alecto
Erebia alecto är en fjärilsart som beskrevs av Jacob Hübner 1800. Erebia alecto ingår i släktet Erebia och familjen praktfjärilar. Inga underarter finns listade i Catalogue of Life.